# 葉樹德
葉樹德，字太立，號輔長，順天府大興縣人，清朝官员、進士出身。
順治六年，登進士，改庶吉士。散館改主事。官至浙江處州府知府。